# Землетрясение в Любляне (1895)
Землетрясение в Любляне (словен. ljubljanski potres), или Пасхальное землетрясение (словен. velikonočni potres) — землетрясение, произошедшее в Любляне (коронные земли Австро-Венгрии, ныне — столица Словении) на Пасху 14 апреля 1895 года. Пасхальное землетрясение было наибольшим и последним разрушительным землетрясением на этих территориях.

## Землетрясение
Землетрясение магнитудой 6,1 по шкале Рихтера и VIII—IX (достаточно разрушительное) по шкале Меркалли произошло поздно вечером в 22:17 по местному времени. Эпицентр находился в Янче (словен. Janče) — в 16 км к востоку от центра Любляны. Гипоцентр находился на глубине 16 км. Землетрясение охватило территории в радиусе 350 км и площадью 385 тыс. км², включая города Ассизи, Флоренция, Вена и Сплит. В течение 10 дней после завершения землетрясения имели место ещё более 100 землетрясений меньшей интенсивности.

### Разрушения
Наибольшие разрушения землетрясение нанесло в радиусе 18 км между населёнными пунктами Иг и Водице. В результате землетрясения было разрушено или повреждено около десяти процентов зданий, по крайней мере, несколько человек погибло (в то время население Любляны составляло 31 тысячу человек, количество домов достигало 1400). На Водниковой площади был разрушен старый монастырь, который включал в себя также женский колледж и библиотеку, после чего на этом месте был построен Центральный рынок Любляны (словен. Osrednja ljubljanska tržnica). Ущерб, нанесённый землетрясением, был оценён в 7 млн австро-венгерских гульденов.

### Предпринятые меры
На следующее утро городские власти приняли чрезвычайные меры для оказания помощи наиболее пострадавшим от землетрясения, а также усилили меры безопасности и начали проверять повреждённые дома. Все местные школы были временно закрыты, также прекратили работу некоторые фабрики. Несколькими днями позже были открыты временные приюты для тех, кто потерял жильё. Многие жители Любляны оставили город. Любляна стала испытывать нехватку еды, в результате чего было организовано пять экстренных кухонь, где каждый день раздавали еду — бесплатно или по низкой цене. В оказании помощи принимали участие и другие части Австро-Венгерской империи — Вена, Чешские земли и Королевство Хорватия и Славония. Особую активность в организации помощи пострадавшим от землетрясения проявил член городского совета и Национальной прогрессивной партии Крайны Иван Хрибар. Вскоре после этого он был избран мэром и организовал масштабную реконструкцию города. Землетрясение нанесло значительные разрушения. Многие здания были разрушены на Госпитальной улице (Špitalska ulica; ныне — Стритарова (словен. Stritarjeva ulica)), где были разрушены почти все дома (кроме одного) и рынки.

## Развитие после землетрясения
До землетрясения Любляна имела провинциальный вид. Затем началось расширение города и широкое распространение архитектурных изменений под влиянием Венского сецессиона; дома в этом стиле сейчас сосуществуют с раннебарочными, дошедшими до наших дней. Многие дома (например, комплекс Младика) были построены после землетрясения. Период восстановления между 1896 и 1910 годами охватывал не только изменения в архитектуре, но и реформу городской администрации, здравоохранения, образования и туризма. За этот период было построено 436 новых домов, тысячи были восстановлены или реконструированы в стиле Венского сецессиона. Большинство мостов, памятников, парков и главных зданий Любляны было построено уже после землетрясения — в частности те, где ныне расположены президентский дворец и ректорат университета. Часовня Девы Марии Розария была построена в 1895 году жителями Любляны в Янче — они надеялись, что Дева Мария будет оберегать их от катастроф. В 1897 году в Любляне на Веговой улице (словен. Vegova ulica) была основана первая в Австро-Венгрии сейсмологическая обсерватория.